# 瑪尼 (小行星)
瑪尼為一顆外海王星天體，小行星編號為90377，臨時編號为 2002 MS4。于2002年6月18日由查德·特魯希略和米高·布朗发现。
米高·布朗認为其很可能是矮行星。史匹哲太空望遠鏡观察估计它的直径为726±123 公里。Herschel团队亦估计它为934±47 公里，这使它成为目前已知10个最大的海王星外天體之一，且其有足够大的體積而可被视为IAU 2006年草案提案中的矮行星。目前其距離太阳47.2天文單位，并将在2123年到達近日点。 
目前它已被觀察55次，最早的回溯發現可以回溯至1954年4月8日。

## 命名
該天體於2011年12月10日由小行星中心正式編號為307261。2025年6月9日，國際天文學聯合會小天體命名工作組正式將其命名為“Máni”。命名引文中指出：“Máni 是古諾斯語中月亮的擬人化形象，源自散文埃達的記載。Máni是Mundilfari的兒子，Sól（太陽）的兄長。”這一名稱遵循了經典柯伊伯帶天體采用神話中創世人物命名的官方規則。